# ایزد لازارس
ایزد لازارس (انگلیسی: Ayoze Placeres؛ زادهٔ ۳۱ ژوئیهٔ ۱۹۹۱) بازیکن فوتبال اهل اسپانیا است.
از باشگاه‌هایی که در آن بازی کرده‌است می‌توان به باشگاه فوتبال لاس پالماس و باشگاه ورزشی تنریف اشاره کرد.